# Lista odcinków kreskówek z udziałem psa Pluto
Poniżej znajduje się lista kreskówek z psem Pluto, która zawiera tytuły ułożone w kolejności chronologicznej.

## Kreskówki ze złotej ery (1930-1953)
Rok 1930:
- Więzienna orkiestra (ang. The Chain Gang)
- Piknik (ang. The Picnic)

Rok 1931:
- Polowanie na łosie (ang. The Moose Hunt)
- Dostawca (ang. The Delivery Boy)
- Miki na przechadzce (ang. Mickey Steps Out)
- Smętne rytmy (ang. Blue Rhythm)
- Wędkowanie (ang. Fishin’ Around)
- Na plaży (ang. The Beach Party)
- Mickey’s Orphans

Rok 1932:
- Po prostu psy (Just Dogs)
- Polowanie na kaczki (ang. The Duck Hunt)
- Zakupy w sklepie spożywczym (ang. The Grocery Boy)
- Wściekły pies (ang. The Mad Dog)
- Rewia Myszki Miki (ang. Mickey’s Revue)
- Koszmarny sen Myszki Miki (ang. Mickey’s Nightmare)
- Miki handlarzem (ang. Trader Mickey)
- Swawolne kanarki (ang. The Wayward Canary)
- W Klondike (ang. The Klondike Kid)
- Parada nominowanych (ang. Parade of the Award Nominees)
- Dobry uczynek Myszki Miki (ang. Mickey’s Good Deed)

Rok 1933:
- Na budowie (ang. Building a Building)
- Szalony lekarz (ang. The Mad Doctor)
- Pies Pluto kumplem Myszki Miki (ang. Mickey’s Pal Pluto)
- Premiera Myszki Miki (ang. Mickey’s Gala Premiere)
- Szczenięca miłość (ang. Puppy Love)

Rok 1934:
- Rozbrykany pies Pluto (ang. Playful Pluto)
- Miki tatusiem (ang. Mickey Plays Papa)

Rok 1935:
- Kangur Myszki Miki (ang. Mickey’s Kangaroo)
- Ogród Myszki Miki (ang. Mickey’s Garden)
- Sądny dzień psa Pluto (ang. Pluto’s Judgment Day)
- Na ślizgawce (ang. On Ice)

Rok 1936:
- Pluto matką (Mother Pluto)
- Miki i jego drużyna polo (ang. Mickey’s Polo Team) (gościnnie)
- Miki wystawia operę (ang. Mickey’s Grand Opera)
- Amatorzy górskiej wspinaczki (ang. Alpine Climbers)
- Donald i Pluto (ang. Donald & Pluto)
- Słonik Mikiego (ang. Mickey’s Elephant)

Rok 1937:
- Pluto i jego rodzinka (Pluto’s Quin-Puplets)
- Obróci się to przeciw tobie (ang. The Worm Turns)
- Wakacje na Hawajach (ang. Hawaiian Holiday)

Rok 1938:
- Papuga Myszki Miki (ang. Mickey’s Parrot)

Rok 1939:
- Piękne i szlachetne (ang. Society Dog Show)
- Wyżeł (ang. The Pointer)
- Mickey’s Surprise Party
- Piknik na plaży (Beach Picnic)

Rok 1940:
- Kłopoty z kością (Bone Trouble)
- Rabuś spiżarnialny (Pantry Pirate)
- Pluto śni o domu (ang. Pluto’s Dream House)
- Pan Myszka Miki wybiera się w podróż (ang. Mr. Mouse Takes A Trip)
- Myjnia dla psów (Donald’s Dog Laundry)
- Czyściciele okien (Window Cleaners)

Rok 1941:
- Towarzysz zabaw psa Pluto (Pluto’s Playmate)
- Lokaj dżentelmena (A Gentleman's Gentleman)
- Pies do golfa (Canine Caddy)
- Pomocna łapa (Lend a Paw) – kreskówka nagrodzona Oscarem
- Pogromca kufra (The Baggage Buster)

Rok 1942:
- Out of the Frying Pan Into the Firing Line
- Pluto Junior
- Wojskowa maskotka (The Army Mascot)
- Lunatyk (The Sleepwalker)
- Kość dla dwóch (T-Bone For Two)
- Pluto w ZOO (Pluto At The Zoo)

Rok 1943:
- Szeregowiec Pluto (Private Pluto)
- Pluto i Armadillo (Pluto and Armadillo)
- Zwycięskie pojazdy (Victory Vehicles) (gościnnie)

Rok 1944:
- Wiosna dla Pluta (Springtime For Pluto)
- Pierwsza pomoc (First Aiders)

Rok 1945:
- Pies pokładowy (Dog Watch)
- Psi casanova (Canine Casanova)
- Legenda o Skale Kojota (The Legend of Coyote Rock)
- Psi patrol (Canine Patrol)
- Hipnoza (The Eyes Have It)

Rok 1946:
- Braciszek psa Pluto (Pluto’s Kid Brother)
- W Holandii (In Dutch)
- Przez zasiedzenie (Squatter’s Rights)
- Porwanie szczeniaka (The Purloined Pup)
- A Feather In His Collar

Rok 1947:
- Nowy dom Pluta (Pluto’s Housewarming)
- Pies ratowniczy (Rescue Dog)
- Pies pocztowy (Mail Dog)
- Nutka psa Pluto (Pluto’s Blue Note)
- Spóźnialski Miki (ang. Mickey’s Delayed Date)

Rok 1948:
- Rabuś kości (Bone Bandit)
- Sprawunek Pluta (Pluto’s Purchase)
- Daj się zdrzemnąć, Figaro (Cat Nap Pluto)
- Ptaszek Pluta (Pluto’s Fledgling)
- Myszka Miki w Australii (ang. Mickey Down Under)
- Miki i foczka (ang. Mickey and the Seal)

Rok 1949:
- Pluto w Meksyku (Pueblo Pluto)
- Paczuszka niespodzianka dla Pluta (Pluto’s Surprise Package)
- Sweter dla Pluta (Pluto’s Sweater)
- Balonowa pszczółka (Bubble Bee)
- Owczarek Pluto (Sheep Dog)

Rok 1950:
- Psie serce (Pluto’s Heart Throb)
- Pluto i suseł (Pluto and the Gopher)
- Wspaniały pies (Wonder Dog)
- Prymitwyny Pluto (Primitive Pluto)
- Coś dla kotów (Puss Cafe)
- Szkodliwe kojoty (Pests of the West)
- Cenne zapasy (Food For Feudin)
- Pies obozowy (Camp Dog)

Rok 1951:
- Lodowata atmosfera (Cold Storage)
- Plutopia
- Najpyszniejszy indyk (Cold Turkey)

Rok 1952:
- Przyjęcie urodzinowe psa Pluto (ang. Pluto’s Party)
- Choinka psa Pluto (ang. Pluto’s Christmas Tree)

Rok 1953:
- Proste rzeczy (ang. The Simple Things)

Rok 1990:
- Książę i żebrak (ang. The Prince and the Pauper)

Rok 1995:
- Runaway Brain

## Filmy
- Kto wrobił królika Rogera? (ang. Who framed Roger Rabbit?, 1988)
- Mickey: Bajkowe święta (ang. Mickey’s Once Upon a Christmas, 1999)
- Magiczna gwiazdka Mikiego: Zasypani w Café Myszka (ang. Mickey’s Magical Christmas: Snowed in at the House of Mouse, 2001)
- Mickey’s House of Villains (2002)
- Mickey, Donald, Goofy: Trzej muszkieterowie (ang. Mickey, Donald & Goofy: The Three Musketeers, 2004)
- Mickey: Bardziej bajkowe święta (ang. Mickey’s Twice Upon a Christmas, 2004)
- Ratując pana Banksa (ang. Saving Mr. Banks, 2013)

## Seriale animowane
- Klasyka Disneya
- Klub Myszki Miki
- Myszka Miki i Kaczor Donald zapraszają na film (1981-1988)
- Przygody Myszki Miki i Kaczora Donalda (1982-1993)
- Miki i Donald przedstawiają Goofy’ego sportowca (1983–1987)
- Kaczor Donald przedstawia (1983−1988)
- Myszka Miki i przyjaciele (1994–1995)
- Kacza paczka (1996–1997) (gościnnie)
- Produkcje Myszki Miki (1999–2001)
- Café Myszka (2001–2004)
- Klub przyjaciół Myszki Miki (2006-obecnie)
- Teraz Miki (2009-obecnie)
- Butik Minnie (2011–2013)
- Myszka Miki (serial animowany) (2013-obecnie)

Myszka Miki (serial animowany) (2013)